# Kariera
Kariera – droga profesjonalnego rozwoju, którą człowiek ma zamiar przejść w swym zawodowym życiu. Rozumienie tego pojęcia jest zawsze bardzo subiektywne, gdyż ludzi cechują różne spojrzenia na koncepcję kariery – każda osoba bowiem przyjmuje inne cele do osiągnięcia w życiu zawodowym.
Aby zaplanować karierę trzeba wybrać sobie określony cel, lub cele które chciałoby się osiągnąć w swym życiu zawodowym.
Korzyści przynoszone przez indywidualne planowanie kariery:
- osoba planująca ma poczucie bycia kreatorem własnego losu;
- wybiera świadomie własną drogę zawodową;
- znajduje swoje mocne strony i analizuje własne możliwości;
- konkretyzuje, uściśla własne cele, które stają się po tym bardziej osiągalne;
- mobilizuje się do dalszego rozwoju;
- jest zadowolona z tego co robi. Zwiększa to zadowolenie z wykonywanej pracy;